# Борове (Вараський район)
Борове́ — село у Зарічненській громаді Вараського району Рівненської області України. Населення станом на 1 січня 2024 року становить 5547 осіб.

## Географія
Знаходиться на відстані 43 км від районного центру смт. Зарічне, 223  км до обласного центру м.Рівне.
За геологічними даними, село багате корисними копалинами: торфу, кварцових пісків, бурштину. 

## Історія
В історичних джерелах село Борове відоме з першої половини XVII століття. Саме до цього періоду відносяться польсько–литовські монети «боратинки», які по даний час трапляються на території села. Проте, як свідчить допоміжна історична наука археологія, північні райони Ровенського Полісся ще в добу неоліту (IV-VII тисячоліття до нашої ери) були заселені племенами дніпро-донецької культури. Це лісове населення займалося мисливством, рибальством і збиральництвом. III—II ст. до н. е. слов'янські племена на території району залишили пам'ятки зарубинецької культури у с. Борове, Іванчиці.
У 1896 р. у селі Борове із експедицією побував відомий український природодослідник, геолог, у майбутньому академік Павло Тутковський.
1926 року в селі заснована бібліотека, яка у тому ж 1926 році мала 743 книги. Книги належали організації «Polska Macierz Szkolna» («Польська шкільна матиця»).
У роки Німецько-радянської війни 90 чоловік з Борового перебували в партизанах. Поблизу села навесні 1943 року був майданчик для прийому вантажів з Великої землі, а в селі — обласний штаб партизанського руху. У квітні 1943 року нацисти спалили село. На фронтах війни за радянську владу воювало 216 жителів села, з них 99 чоловік нагороджено орденами й медалями Союзу РСР, 102 жителі села загинули.

## Населення
Згідно з переписом УРСР 1989 року чисельність наявного населення села становила 2243 особи, з яких 1071 чоловік та 1172 жінки.
За переписом населення України 2001 року в селі мешкало 2346 осіб.

### Мова
Розподіл населення за рідною мовою за даними перепису 2001 року:
| Мова       | Відсоток |
| ---------- | -------- |
| українська | 99,53 %  |
| російська  | 0,34 %   |
| молдовська | 0,08 %   |
| білоруська | 0,04 %   |

## Освіта, медицина
Борівський ліцей [Архівовано 25 березня 2020 у Wayback Machine.]. Дитячий садок «Ромашка» - дитячий навчальний заклад з короткотривалим перебуванням дітей. Аптечний пункт, дільнична лікарня та амбулаторія.

## Заклади культури
Борівська ПШ Бібліотека

## Відомі люди
- Хвалько Михайло Андрійович — учасник бойових дій в Афганістані.[5]

## Відділення зв'язку
У селі наявні 2 поштові відділення - УКРПОШТА та Нова Пошта. Поштовий індекс: 34061